# Balići I
 Balići I   (olaszul: Balli I) falu Horvátországban, Isztria megyében. Közigazgatásilag Žminjhez tartozik.

## Fekvése
Az Isztria középső részén, Labintól 12 km-re északnyugatra, községközpontjától 9 km-re keletre fekszik. A Žminjština legkeletibb települése. "I" jelzése a Barbanhoz tartozó Balićitől (Balići II.) különbözteti meg.

## Története
1880-ban 53, 1910-ben 85 lakosa volt. Az első világháború után a rapallói szerződés értelmében Isztria az Olasz Királysághoz került. Az 1943-as olasz kapituláció után szabadult meg az olasz uralomtól. A második világháború után Jugoszlávia, majd Jugoszlávia felbomlása után 1991-ben a független Horvátország része lett. Žminj község 1993-ban alakult meg. 2011-ben a falunak 62 lakosa volt.

## Lakosság
| Lakosság változása | Lakosság változása | Lakosság változása | Lakosság változása | Lakosság változása | Lakosság változása | Lakosság változása | Lakosság változása | Lakosság változása | Lakosság változása | Lakosság változása | Lakosság változása | Lakosság változása | Lakosság változása | Lakosság változása | Lakosság változása |
| ------------------ | ------------------ | ------------------ | ------------------ | ------------------ | ------------------ | ------------------ | ------------------ | ------------------ | ------------------ | ------------------ | ------------------ | ------------------ | ------------------ | ------------------ | ------------------ |
| 1857               | 1869               | 1880               | 1890               | 1900               | 1910               | 1921               | 1931               | 1948               | 1953               | 1961               | 1971               | 1981               | 1991               | 2001               | 2011               |
| 0                  | 0                  | 53                 | 66                 | 83                 | 85                 | 0                  | 0                  | 107                | 102                | 89                 | 83                 | 80                 | 72                 | 64                 | 62                 |